# Hermann Brem

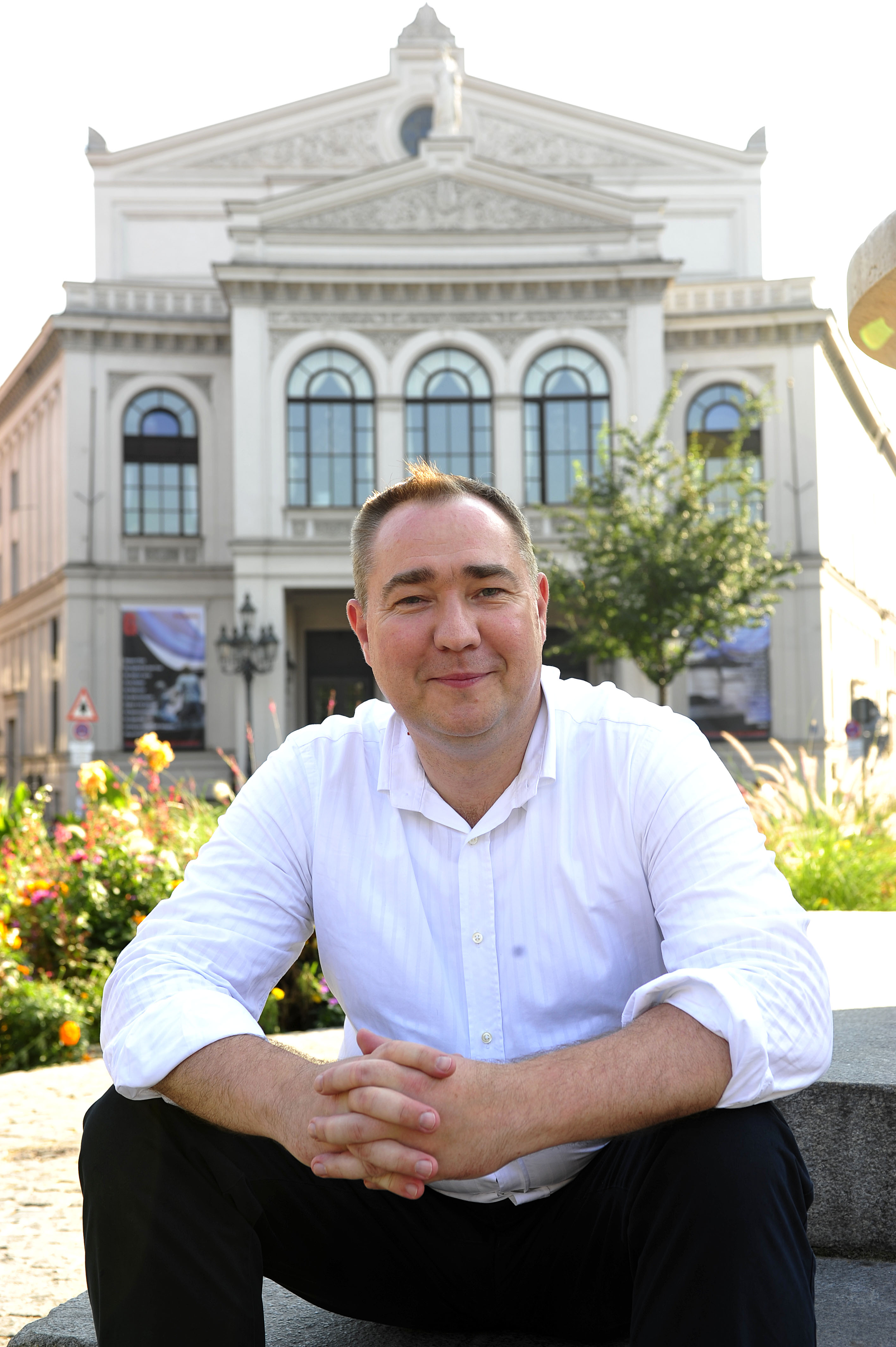
Beppo Brem am Gärtnerplatz (2009)

Hermann „Beppo“ Brem (* 1961 in Olching) ist ein deutscher Politiker (zunächst FDP, aktuell Bündnis 90/Die Grünen) und Sportfunktionär (Bayerischer Landessportverband).

## Leben
Im Jahr 1981 machte Hermann Brem das Abitur am Theresien-Gymnasium München. Von 1983 bis 1989 studierte er Betriebswirtschaftslehre und Politik. 2002 bis Februar 2017 war er als Kanzleileiter einer großen Anwaltskanzlei tätig. 2017 bis 2019 war er freiberuflich als Berater tätig. Seit Oktober 2019 arbeitet er als Head of Human Resources, Administration, Finance & Sustainability bei den European Championships 2022 in München. 

### Politik
Als Student engagierte sich Brem zunächst 5 Jahre lang beim Sozialliberalen Hochschulverband (SLH), bei den Jungen Liberalen und in der FDP. Dabei war er von 1985 bis 1986 Bundesvorsitzender des SLH und von 1989 bis 1990 Bundesvorsitzender der Jungen Liberalen.
Von September 2014 bis Juli 2017 war Brem Vorsitzender des Kreisverbands München von Bündnis 90/Die Grünen. Im Mai 2015 und im April 2017 wurde Brem mit jeweils 90 % als Vorsitzender der Münchener Grünen wiedergewählt. 2015 bis 2017 war Brem zudem Mitglied im Landesausschuss (erweiterter Landesvorstand) der bayerischen Grünen. Brem ist seit 2007 Mitglied der Partei Bündnis 90/Die Grünen. Zur Bundestagswahl am 27. September 2009 kandidierte er erfolglos als Bundestagskandidat für den Wahlkreis München-West/Mitte. 2014 kandidierte er auf der Stadtratsliste der Münchener Grünen, schaffte es aber nicht in den Stadtrat. Am 3. Februar 2019 kandidierte Brem als Herausforderer des Amtsinhabers Eike Hallitzky für den Landesvorsitz der bayerischen Grünen, war jedoch mit 110 von 313 Stimmen nicht erfolgreich.
Brem ist seit Mai 2020 Stadtrat der Stadt München. Außerdem wurde er in den Bezirksausschuss Ludwigsvorstadt-Isarvorstadt gewählt. Brem ist stellvertretender Aufsichtsratsvorsitzender der München Ticket GmbH sowie Mitglied im Verwaltungsrat der Stadtsparkasse München.

### Ehrenämter
Neben der Parteipolitik engagiert sich Brem insbesondere im Sport und in der LGBTIQ*-Bewegung. Seit 2003 ist er Mitglied im Sportbeirat der Landeshauptstadt München sowie seit 2007 außerdem Mitglied der Kommission für Zuschuss- und Belegungsfragen im Sportbereich der Landeshauptstadt München. Seit November ist er Kreisvorsitzender des Bayerischen Landessportverbandes, Kreis 1 München-Stadt, und seit September 2018 auch stellvertretender Bezirksvorsitzender des BLSV Bezirks Oberbayern. Außerdem wurde in den Ausschuss für Politik und Gesellschaft des BLSV berufen. Von 2007 bis 2017 war er zunächst Kreisschatzmeister und stellvertretender Kreisvorsitzender sowie Schatzmeister der Münchner Sportjugend. 2009–2011 war er Präsident des traditionsreichen Sport-Verein München von 1880 e. V. Von 1999 bis 2008 hat er als Vorsitzender des schwul-lesbischen Sportvereines Team München zur erfolgreichen Bewerbung Münchens für die EuroGames 2004 beigetragen und hat diese im Vorstand mitorganisiert.

### Veröffentlichungen
In seinem im Jahr 2012 erschienenen Buch Herr Brem geht in die Politik beschreibt Brem seine Erfahrungen im Bundestagswahlkampf 2009.